# SQL:2016
SQL:2016 або ISO/IEC 9075:2016 (під загальною назвою "Інформаційні технології – мови баз даних – SQL") - це восьма версія стандарту SQL мови запитів бази даних на основі ISO (1987) і ANSI (1986). Він був офіційно прийнятий у грудні 2016. Цей стандарт містить 9 частин, які описують деякі деталі в SQL.

## Нові можливості
SQL:2016 представив 44 нові додаткові можливості. 22 з них стосуються JSON функціональності, ще 10 пов'язані з поліморфними табличними функціями. Доповнення до стандарту включають:
- JSON: Функції для створення JSON документів, для доступу до частин JSON документів і для перевірки чи стрічка містить коректні JSON дані
- Розпізнавання шаблонів рядків: Відповідність послідовності рядків до шаблону регулярного виразу
- Форматування і розбір дати і часу
- LISTAGG: Функція перетворення значень з групи рядків в розмежований рядок
- Поліморфні табличні функції: табличні функції без попередньо визначеного типу повернення
- Новий тип даних DECFLOAT

## Дивись також
- SQL
- Wikibook SQL

## Зовнішні посилання
- SQL:2016, Catalogue, ISO, архів оригіналу (вебмагазин) за 14 березня 2017, процитовано 27 липня 2017.
- ISO/IEC TR 19075-5:2016: Row Pattern Recognition in SQL [Архівовано 5 липня 2017 у Wayback Machine.]
- ISO/IEC TR 19075-6:2017: SQL support for JavaScript Object Notation (JSON) [Архівовано 20 жовтня 2018 у Wayback Machine.]
- ISO/IEC TR 19075-7:2017: Polymorphic table functions in SQL [Архівовано 5 липня 2017 у Wayback Machine.]